# Световно първенство по футбол КонИФА
Световно първенство по футбол КонИФА е международен футболен турнир провеждащ се от КонИФА (Confederation of Independent Football Associations) за национални отбори, явяващи се нейни членове. Свързано е със страни, които не са официално признати или имат по особен статут като остров Ман и Тибет. В КонИФА рлиемат и географски региони (например Падания), а също и малцинства като корейците в Япония или емигриралите потомци на арменците от Западна Армения. Понякога в СМИ турнир, погрешно, се нарича като „световно първенство по футбол сред отборите на непризнатите държави“. Провежда се периодично веднъж на две години. Турнирът фактически заменя VIVA World Cup, провеждан от организацята NF-Board През юни 2014 година в шведския град Йостершунд се провежда първия турнир.

## Първа купа
Първият шампионат ConIFA се провежда от 1 до 8 юни 2014 година в шведския Йостершунд (лен Йемтланд). Откриването на турнира е на 31 май. В турнира вземат участие 12 национални отбора. В началото се е планирало, че това трябва да са национални отбори Абхазия, Асирия, Дарфур, Занзибар, Кюрдистан, Лапландиа, Нагорни Карабах, остров Ман, Окситания, Падания, Тамилия и Южна Осетия. По-късно отборът на Занзибар заради проблеми с получаването на шведските си визи е заменен от Графство Ница. Именно националите на Графство Ница стават победители в турнира. Второ място заема остров Ман, трето – Асирия.
Паралелно с шампионата от 5 до 7 юни в Йостеершунд се провежда фестивал, посветен на културата коренното население на този регион на Швеция – южните саами.

### Втората купа
Второто разиграване на световния шампионат ConIFA се провежда в Абхазия от 28 май по 6 юни 2016 година на два стадиона – „Динамо“ в Сухуми и „Стадион Даура Ахвледиани“ в Гагра. Победата е за Абхазия, победила на финала с дузпи националите на Пенджаб. Бронзовите медали печелят футболистите на Северен Кипър, преодолявайки в мача за тето място Падания.

## Победители и медалисти
| Година | Домакин    | Финалисти          | Финалисти            | Финалисти     | Полуфиналисти | Полуфиналисти        | Полуфиналисти |
| Година | Домакин    | Шампион            | Резултат             | 2-ро място    | 3-то място    | Резултат             | 4-то място    |
| ------ | ---------- | ------------------ | -------------------- | ------------- | ------------- | -------------------- | ------------- |
| 2014   | Лапландия  | Графство Ница      | 0:0 (5:3 след дузпи) | Ман           | Асирия        | 4:1                  | Южна Осетия   |
| 2016   | Абхазия    | Абхазия            | 1:1 (6:5 след дузпи) | Пенджаб       | Северен Кипър | 2:0                  | Падания       |
| 2018   | Барава     | Закарпатска област | 0:0 (3:2 след дузпи) | Северен Кипър | Падания       | 0:0 (5:4 след дузпи) | Секейска земя |
| 2020   | Сомалиленд |                    | :                    |               |               | :                    |               |